# Eriocaulon nautiliforme
Eriocaulon nautiliforme là một loài thực vật có hoa trong họ Eriocaulaceae. Loài này được Lecomte mô tả khoa học đầu tiên năm 1908.